# Esporte Clube Internacional de Lages
El Esporte Clube Internacional de Lages es un equipo de fútbol de Brasil que juega en el Campeonato Catarinense, la primera categoría del estado de Santa Catarina.

## Historia
Fue fundado el 13 de junio de 1949 en el municipio de Lages del estado de Santa Catarina por 12 jóvenes del municipio seguidores del Internacional de Porto Alegre con el nombre Esporte Clube Juvenil porque los fundadores del club eran menores de 18 años. Poco tiempo después lo cambiaron por el de Esporte Clube Comerciario para atraer simpatizantes al equipo, generar recursos para comprar equipo deportivo, pero sus fundadores vieron que el nombre era feo, por lo que el 13 de julio de 1949 deciden cambiarlo por Internacional de Lages debido a que sus fundadores eran seguidores del Internacional de Porto Alegre, adoptando también los colores del club del estado de Río Grande del Sur. Es uno de los dos equipos más viejos del estado de Santa Catarina que continúa activo.
En sus inicios disputaba partidos contra equipos de otros municipios y en 1951 participa por primera vez en el Campeonato de Lages, y en 1957 se afilia a la Federación Catarinense. En 1964 alcanza la final del Campeonato Catarinense por primera vez, perdiendo ante el Grêmio Esportivo Olímpico.
Al año siguiente cobra revancha y se convierte en campeón estatal por primera vez venciendo en la final al Esporte Clube Metropol de Criciúma, considerado el mejor equipo del estado de Santa Catarina durante la década de los años 1960.
Gracias al título estatal logran la clasificación para el Campeonato Brasileño de Serie A de 1966, su primera participación en un torneo a escala nacional, en ese entonces llamado Copa Brasil, donde fue eliminado en la primera ronda del grupo sur por el Clube Atlético Ferroviário del estado de Paraná, terminando en el lugar 12 entre 22 equipos.
En 1974 vuelve a llegar a una final estatal y la pierde contra el Figueirense Futebol Clube. Fue hasta el año 1992 que regresa a competir en el Campeonato Catarinense, del cual descendió en 2002, regresando en 2015 y jugando por primera vez en el Campeonato Brasileño de Serie D, regresando a las competiciones nacionales tras 49 años de ausencia y así cortando la racha más larga de un equipo sin jugar en competiciones nacionales en Brasil, donde fue eliminado en la primera ronda al terminar en último lugar en su zona entre 5 equipos, finalizando en el lugar 31 entre 40 equipos.
El 2016 fue un año bastante bueno para el club, clasificando nuevamente al Campeonato Brasileño de Serie D y a la Copa de Brasil por primera vez en su historia luego de terminar en segundo lugar de la clasificación final del Campeonato Catarinense ese año. En la cuarta división nacional supera la primera ronda como ganador de su zona, en la segunda ronda elimina 2-1 al Caxias do Sul del estado de Río Grande del Sur, pero en la tercera ronda es eliminado 4-5 por el Ituano Futebol Clube del estado de Sao Paulo, terminando en el puesto 14 entre 68 equipos y a una ronda de disputar en ascenso al Campeonato Brasileño de Serie C; mientras que en la Copa de Brasil de ese año es eliminado en la primera ronda por el Sampaio Corrêa Futebol Clube del estado de Maranhao por la regla del gol de visitante.
En 2017 participa por tercera ocasión consecutiva en el Campeonato Brasileño de Serie D, donde es eliminado en la primera ronda al ser de los peores segundos lugares en el torneo, finalizando en el puesto 38 entre 68 equipos.

## Uniformes Anteriores
| Local 2017 | Visita 2017 | Local Copa de Brasil 2016 | Tercero 2016 | Local 2016 |
| Local 2015 | Visita 2015 | Local 2014                | Visita 2014  |            |

## Palmarés
- Campeonato Catarinense: 1

1965
- Campeonato Catarinense de Segunda División: 3

1990, 2000, 2014
- Campeonato Catarinense de Tercera División: 1

2014
- Copa Dite Freitas: 1

1985
- Torneo Oeste-Serra: 3

1965, 1966, 1969
- Torneo Zona Central: 2

1964, 1965
- Campeonato de Lages: 2

1959, 1960

## Jugadores

### Jugadores destacados
- Andrade
- Parraga
- Kuki
- Paulo Henrique